# 宋庆

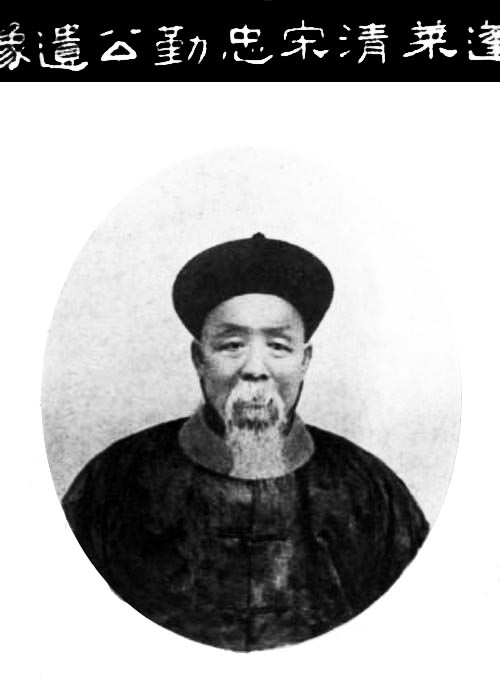
忠勤公宋庆遗像

宋庆（1820年—1902年），中国清代将领。字祝三，谥号忠勤，山东蓬莱县泊子宋家村人。宋庆出身于军伍。累升至湖南提督及四川提督，手下军队号称“毅军”。

## 生平

### 早年
早年落魄，廿四岁时投靠同乡亳州知州宫国勋，据说是做宫的卫士。几年后，捻军孙之友部接受宫国勋的招抚，宫派宋庆统带之，号奇胜营，并荐授宋庆为千总，此为宋庆发跡的开始。

### 毅军
宋庆以这支部队为家底，参加豫南、皖北诸次剿太平軍，1853年(咸丰三年)在亳州镇压捻军有功；到同治元年（1861年）就因功升至总兵，得赐“毅勇巴图鲁”勇号。适逢新任安徽巡抚裁撤临淮军，将三个营拨归宋庆统带，因其勇号，称为毅军。
毅军成立后仍立功频频，如同治三年协助僧格林沁击灭苗沛霖；四年至七年间纵横于豫、皖、直（冀）、鄂、鲁五省，专剿捻军。其间宋庆实授了南阳镇总兵，毅军自此也成为由河南协饷的军队。平捻之后，勇营大量裁撤，毅军因战功得以保留，并发展至十营左右，成为河南的两大留防勇营之一。
平捻次年1869年，毅军再奉调随左宗棠镇压陕甘回民起义，到光绪元年（1875年）调回内地，驻兵潼关。
其间宋庆先后升补了湖南提督、四川提督，但都未到任，还是统领着他的毅军四处拼杀。

### 驻防旅顺
光绪六年（1880年），中俄关系紧张。清政府开始经营旅顺军港，毅军奉调填防旅顺，直接受北洋大臣节制。毅军在旅顺一驻就是十多年。至甲午战前毅军有九营一哨兵力，宋庆加太子少保、尚书衔。毅军虽非李鸿章嫡系淮军，但受命专守北洋要港旅顺，足见其名声、战力不容小觑。

### 甲午战争
1894年中日甲午战争中，奉李鸿章之命赴九连城，代替叶志超任前方各军统领，因不能号令诸将，军队散乱无纪，导致旅顺失陷。
后又辅佐刘坤一守营口，再次被日军所败，丢失了辽河以东的大片领土，受革职留任处分。

### 武卫左军
1898年毅军改称武卫左军，驻屯锦州，1900年八国联军由天津进犯北京，宋庆在北仓败退。
1902年宋庆因病死于北京通州军营。清廷封三等男爵，谥“忠勤公”。入祀贤良祠。

## 轶事
- 1890年，曹锟从天津武备学堂毕业，入宋庆的毅军当哨官。1895年，到天津小站投奔袁世凯的新建陆军。
- 1894年中日甲午战争，张作霖在营口应募投清朝宋庆毅军，当过宋庆的卫兵。1895年3月甲午战争清军败，离部队回家乡。

## 延伸閱讀
[在维基数据编辑]
 《清史稿·卷461》，出自趙爾巽《清史稿》
 在维基共享资源阅览影像、分类

## 家庭
- 妾：倪氏，以身殉夫[4]。